# JJ Lehto
Jyrki Juhani Järvilehto (ismertebb nevén JJ Lehto; Espoo, 1966. január 31.) finn autóversenyző, a Le Mans-i 24 órás verseny kétszeres (1995, 2005) győztese.

## Pályafutása
Nyolcévesen kezdett gokartversenyeken indulni. Később áttért a formulaautós versenyzésre, és 1987-ig különböző Formula–Ford sorozatokban szerepelt. Ez időszak alatt megnyerte a brit, a finn és az európai szériát.
1988-ban megnyerte a brit Formula–3-as bajnokságot. Lehto olyan versenyzőkkel szemben nyerte meg a pontversenyt, mint  Gary Brabham, a később Formula–1-es világbajnok Damon Hill, Martin Donnelly, valamint Eddie Irvine. 1989-ben leginkább a nemzetközi Formula–3000-es széria futamain indult.

### Formula–1
1989-ben a Formula–1-es világbajnokságon szereplő Ferrari-istálló tesztpilótája is volt, valamint a szezon utolsó négy versenyén ő helyettesítette Bertrand Gachot-t az Onyx csapatánál. A portugál és a japán nagydíjon még csak az előkvalifikáción sem jutott túl, a spanyol és az ausztrál futamon pedig technikai problémák miatt nem ért célba. A következő szezonra is maradt az Onyx-nál. Lehto csak tíz versenyen vett részt az évben, mivel a csapat a magyar nagydíj után kilépett a világbajnokságról.
1991-ben a valamivel versenyképesebb Scuderia Italia alakulat pilótája lett; csapattársa az olasz Emanuele Pirro volt. A szezon harmadik versenyén, San Marinóban dobogóra állt. A változatos időjárású futamon Lehto a harmadik helyen ért célba Ayrton Senna és Gerhard Berger mögött. A hátralevő futamokon egyszer sem végzett pontot érő helyen, végül tizenkettedikként zárta az összetett értékelést. 1992-ben maradt a csapatnál. Az év folyamán nem szerzett pontot, legjobb eredménye egy hetedik helyezés volt a belga nagydíjról.
1993-ra a Formula–1-ben akkor debütáló Sauber-istálló versenyzője lett Karl Wendlinger mellett. Már a szezonnyitón jól szerepelt, a két pontot érő ötödik helyen futott be. A negyedik futamon, San Marinóban negyedik lett, ezt követően azonban egyszer sem végzett az első hat egyikén az évben.
1994-ben a Benetton szerződtette, ám nyaksérülése miatt csak Imolában indult el először, előtte Jos Verstappen helyettesítette. Az eredményei nem ütötték meg a várt szintet, így pár futam után Flavio Briatore visszaültette Verstappent az autóba. Később Schumacher eltiltása miatt még az olasz és a portugál nagydíjon kapott lehetőséget.

### Formula–1 után
A Formula–1 után egy évig a Német Túraautó-Bajnokságban indult, majd sportautókra váltott, és kétszer is diadalmaskodni tudott a 24 órás Le Mans-i viadalon. 1995-ben a Kokusai Kaihatsu Racing McLaren F1-ével Yannick Dalmas és Masanori Sekiya társaságában megnyerte a Le Mans-i 24 órás versenyt. Második sikerét 2005-ben érte el az ADT Champion Racing csapatával, ahol Tom Kristensen és Marco Werner voltak a csapattársai. 1998-ban egy idény erejéig a CART sorozat résztvevője volt, majd 1999 és 2005 között az Amerikai Le Mans Sorozatban vitézkedett, ahol 2004-ben a bajnoki címet is elhódította.

## Magánélete

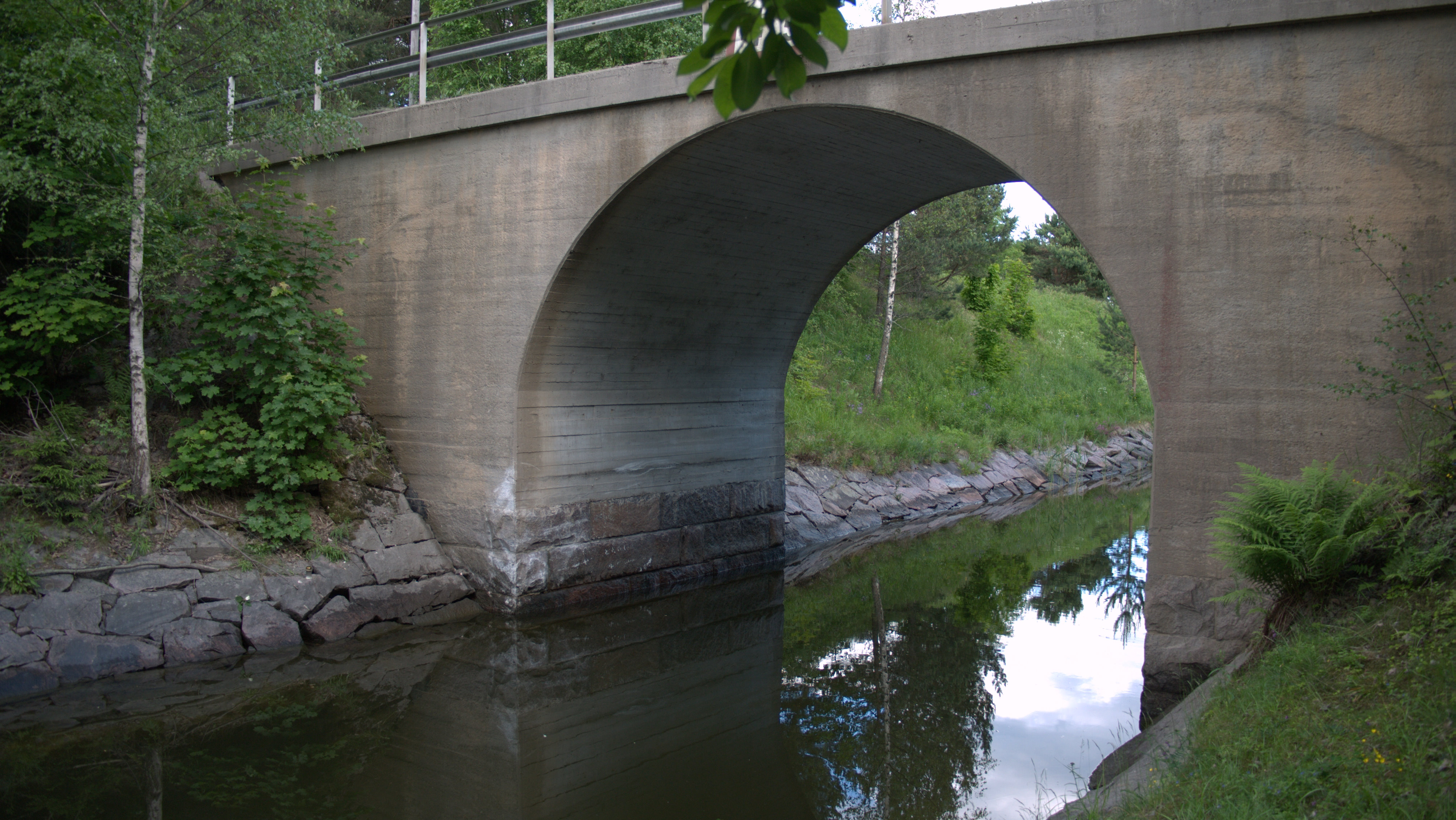
A híd, ahol a motorcsónak-baleset történt. A bal oldali pillérnél még látszódik az ütközés nyoma.

2010. június 17-én súlyos motorcsónak-balesetet szenvedett Ekenäs városában, Finnországban. Egy barátjával nekiütköztek egy hídpillérnek a hajnali órákban. Lehto ki tudott úszni a partra, barátja életét azonban már nem lehetett megmenteni. A vádak szerint a csónakot vezető Lehto ittas volt a történtek alatt, és a megengedett sebességet is nagy mértékben túllépte. Motorcsónakjával 40 csomós (74,08 km/h) sebességgel haladt egy olyan területen, ahol a megengedett maximális sebesség mindössze 5 csomó (9,5 km/h) volt. Gondatlanságból elkövetett emberölés miatt vádat emeltek ellene. Ítélethirdetés még nem született az ügyben.

## Eredményei
Teljes Formula–1-es eredménysorozata
(Táblázat értelmezése)

(Félkövér: pole-pozícióból indult; dőlt: leggyorsabb kört futott) 

| Év   | Csapat                      | Modell          | Motor    | 1      | 2      | 3      | 4      | 5      | 6      | 7      | 8      | 9      | 10     | 11     | 12     | 13     | 14     | 15     | 16     | Helyezés | Pont |
| ---- | --------------------------- | --------------- | -------- | ------ | ------ | ------ | ------ | ------ | ------ | ------ | ------ | ------ | ------ | ------ | ------ | ------ | ------ | ------ | ------ | -------- | ---- |
| 1989 | Moneytron Onyx              | Onyx ORE-1      | Ford     | BRA    | SMR    | MON    | MEX    | USA    | CAN    | FRA    | GBR    | GER    | HUN    | BEL    | ITA    | POR Nk | ESP Ki | JPN Nk | AUS Ki | -        | 0    |
| 1990 | Monteverdi Onyx Formula One | Onyx ORE-1      | Ford     | USA Nk | BRA Nk |        |        |        |        |        |        |        |        |        |        |        |        |        |        | -        | 0    |
| 1990 | Monteverdi Onyx Formula One | Onyx ORE-2      | Ford     |        |        | SMR 12 | MON Ki | CAN Ki | MEX Ki | FRA Nk | GBR Nk | GER -  | HUN Nk | BEL    | ITA    | POR    | ESP    | JPN    | AUS    | -        | 0    |
| 1991 | Scuderia Italia SpA         | Dallara BMS-191 | Judd     | USA Ki | BRA Ki | SMR 3  | MON 11 | CAN Ki | MEX Ki | FRA Ki | GBR 13 | GER Ki | HUN Ki | BEL Ki | ITA Ki | POR Ki | ESP 8  | JPN Ki | AUS 12 | 12.      | 4    |
| 1992 | Scuderia Italia SpA         | Dallara BMS-192 | Ferrari  | RSA Ki | MEX 8  | BRA 8  | ESP Ki | SMR 11 | MON 9  | CAN 9  | FRA 9  | GBR 13 | GER 10 | HUN Nk | BEL 7  | ITA 11 | POR Ki | JPN 9  | AUS Ki | -        | 0    |
| 1993 | Sauber AG                   | Sauber C12      | Sauber   | RSA 5  | BRA Ki | EUR Ki | SMR 4  | ESP Ki | MON Ki | CAN 7  | FRA Ki | GBR 8  | GER Ki | HUN Ki | BEL 9  | ITA Ki | POR 7  | JPN 8  | AUS Ki | 13.      | 5    |
| 1994 | Mild Seven Benetton Ford    | Benetton B194   | Ford     | BRA    | PAC    | SMR Ki | MON 7  | ESP Ki | CAN 6  | FRA    | GBR    | GER    | HUN    | BEL    | ITA 9  | POR Ki | EUR    |        |        | 24.      | 1    |
| 1994 | PP Sauber AG                | Sauber C13      | Mercedes |        |        |        |        |        |        |        |        |        |        |        |        |        |        | JPN Ki | AUS 10 | 24.      | 1    |

Le Mans-i 24 órás autóverseny
| Év   | Csapat                   | Autó                   | Csapattárs     | Csapattárs       | Helyezés | Kiesés oka |
| ---- | ------------------------ | ---------------------- | -------------- | ---------------- | -------- | ---------- |
| 1990 | Richard Lloyd Racing     | Porsche 962 GTi        | James Weaver   | Manuel Reuter    | Kiesett  | ?          |
| 1991 | Porsche Kremer Racing    | Porsche 962 CK6        | Harri Toivonen | Manuel Reuter    | 9.       |            |
| 1995 | Kokusai Khaihatsu Racing | McLaren F1 GTR         | Yannick Dalmas | Masanori Sekija  | Győzelem |            |
| 1996 | Gulf Racing              | McLaren F1 GTR         | James Weaver   | Ray Bellm        | 9.       |            |
| 1997 | BMW Schnitzer Motorsport | McLaren F1 GTR         | Steve Soper    | Nelson Piquet    | Kiesett  | Baleset    |
| 1999 | BMW Motorsport           | BMW V12 LMR            | Tom Kristensen | Jörg Müller      | Kiesett  | Baleset    |
| 2002 | DAMS                     | Cadillac Northstar LMP | Éric Bernard   | Emmanuel Collard | 12.      |            |
| 2003 | Champion Racing          | Audi R8                | Emanuele Pirro | Stefan Johansson | 3.       |            |
| 2004 | ADT Champion Racing      | Audi R8                | Emanuele Pirro | Marco Werner     | 3.       |            |
| 2005 | ADT Champion Racing      | Audi R8                | Tom Kristensen | Marco Werner     | Győzelem |            |

Teljes CART-eredménysorozata
(Táblázat értelmezése)

(Félkövér: pole-pozícióból indult; dőlt: leggyorsabb kört futott) 

| Év   | Csapat       | 1      | 2      | 3      | 4      | 5      | 6     | 7      | 8      | 9      | 10     | 11     | 12     | 13     | 14     | 15    | 16    | 17     | 18    | 19     | Helyezés | Pont |
| ---- | ------------ | ------ | ------ | ------ | ------ | ------ | ----- | ------ | ------ | ------ | ------ | ------ | ------ | ------ | ------ | ----- | ----- | ------ | ----- | ------ | -------- | ---- |
| 1998 | Hogan Racing | MIA 14 | MOT Ki | LBH 18 | NZR 16 | RIO 10 | STL 9 | MIL Ki | DET Ki | POR Ki | CLE Ki | TOR Ki | MIS Ki | MDO 15 | ROA Ki | VAN 8 | LS Ki | HOU 10 | SRF 5 | FON Ki | 20.      | 25   |

## Fordítás
- Ez a szócikk részben vagy egészben  a   JJ Lehto című angol Wikipédia-szócikk fordításán alapul.  Az eredeti cikk szerkesztőit annak laptörténete sorolja fel. Ez a jelzés csupán a megfogalmazás eredetét és a szerzői jogokat jelzi, nem szolgál a cikkben szereplő információk forrásmegjelöléseként.

## Külső hivatkozások
- Profilja a grandprix.com honlapon (angolul)
- Profilja a driverdatabase.com honlapon (angolul)
- Profilja a statsf1.com honlapon (angolul)